# Stanka Zlateva
Stanka Zlateva Hristova (bugarski: Станка Златева Христова; Krušare, Slivenska oblast, 1. ožujka 1983.) bivša je bugarska hrvačica. Sudjelovala je na Ljetnim olimpijskim igrama 2004. u Ateni, 2008. u Pekingu i 2012. u Londonu, osvajajući srebrne medalje u Pekingu i Londonu. Izabrana je za žensku hrvačicu godine 2006. i 2007. i bugarsku športašicu godine 2007., 2010. i 2011.